# دهانه استرنج‌ویز
دهانه استرنج‌ویز (به انگلیسی: Strangways crater) یک ساختار برخوردی بزرگ، و بازماندهٔ فرسوده‌ای از یک دهانه برخوردی، است که در فاصلهٔ ۶۵ کیلومتر (۴۰ مایل) شرق-جنوب‌شرقی شهر ماترانکا  در ایالت قلمرو شمالی کشور استرالیا جای گرفته است. نام دهانه از نام رودخانه استرنج‌ویز که در همان نزدیکی است گرفته شده است.